# 빅토르 티호노프 (1930년)
빅토르 바실리예비치 티호노프(러시아어: Ви́ктор Васи́льевич Ти́хонов, 1930년 6월 4일 ~ 2014년 11월 24일)는 소련과 러시아의 아이스하키 선수, 지도자로 현역 시절 포지션은 수비수이다. 1977년부터 소련 해체 시기인 1991년까지 소련 국가대표팀의 감독을 맡았다.